# Bahnhof Tirana
Der Bahnhof Tirana (albanisch Stacioni i Trenit Tiranë, kurz Stacioni i Trenit) war ein Kopfbahnhof in der albanischen Hauptstadt Tirana und befand sich am nördlichen Rand der Innenstadt am Ende des Bulevardi Zogu i Parë. Der Bahnhof Tirana war der Endbahnhof der Strecke Durrës–Tirana, die von der albanischen Staatsbahn Hekurudha Shqiptare (HSH) betrieben wird. Er wurde im Herbst 2013 geschlossen und in der Folge zurückgebaut.

## Anlage

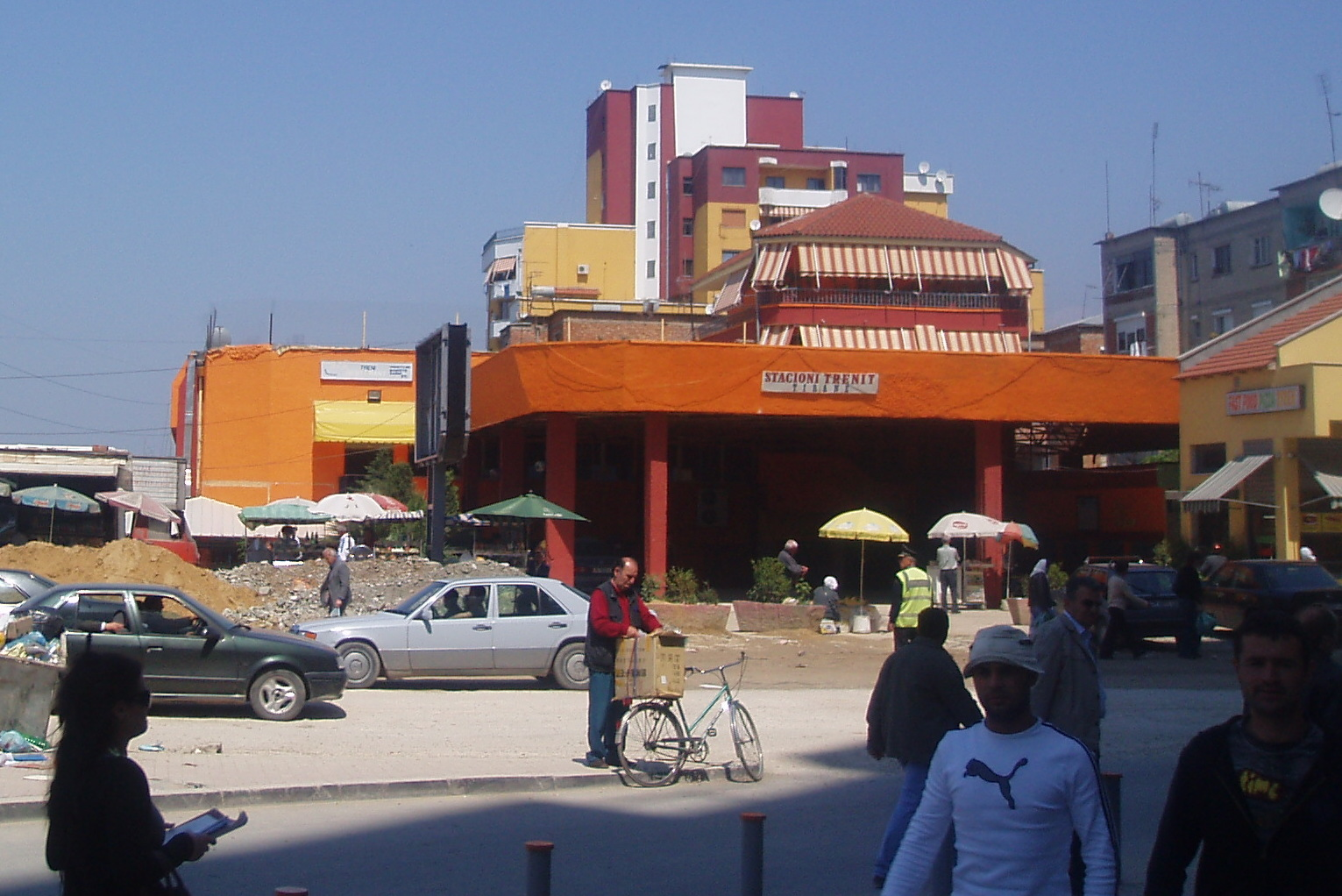
Das Empfangsgebäude im August 2007

Der Bahnhof verfügte nur über einen einzigen Mittelbahnsteig mit zwei Bahnsteiggleisen. Nördlich und südlich davon schloss sich jeweils noch mindestens ein Abstellgleis respektive Gleise zum Umsetzen an.
Dem überdachten Bahnsteig war südöstlich leicht versetzt das Empfangsgebäude vorgelagert, in dem sich der Wartesaal und der Fahrkartenverkauf befand. Dieses Gebäude ist in der zweiten Hälfte der 1980er Jahre erbaut worden. Zuvor gab es nur einfache Baracken, in denen der Fahrdienst und der Kartenverkauf abgewickelt wurden.

## Angebot

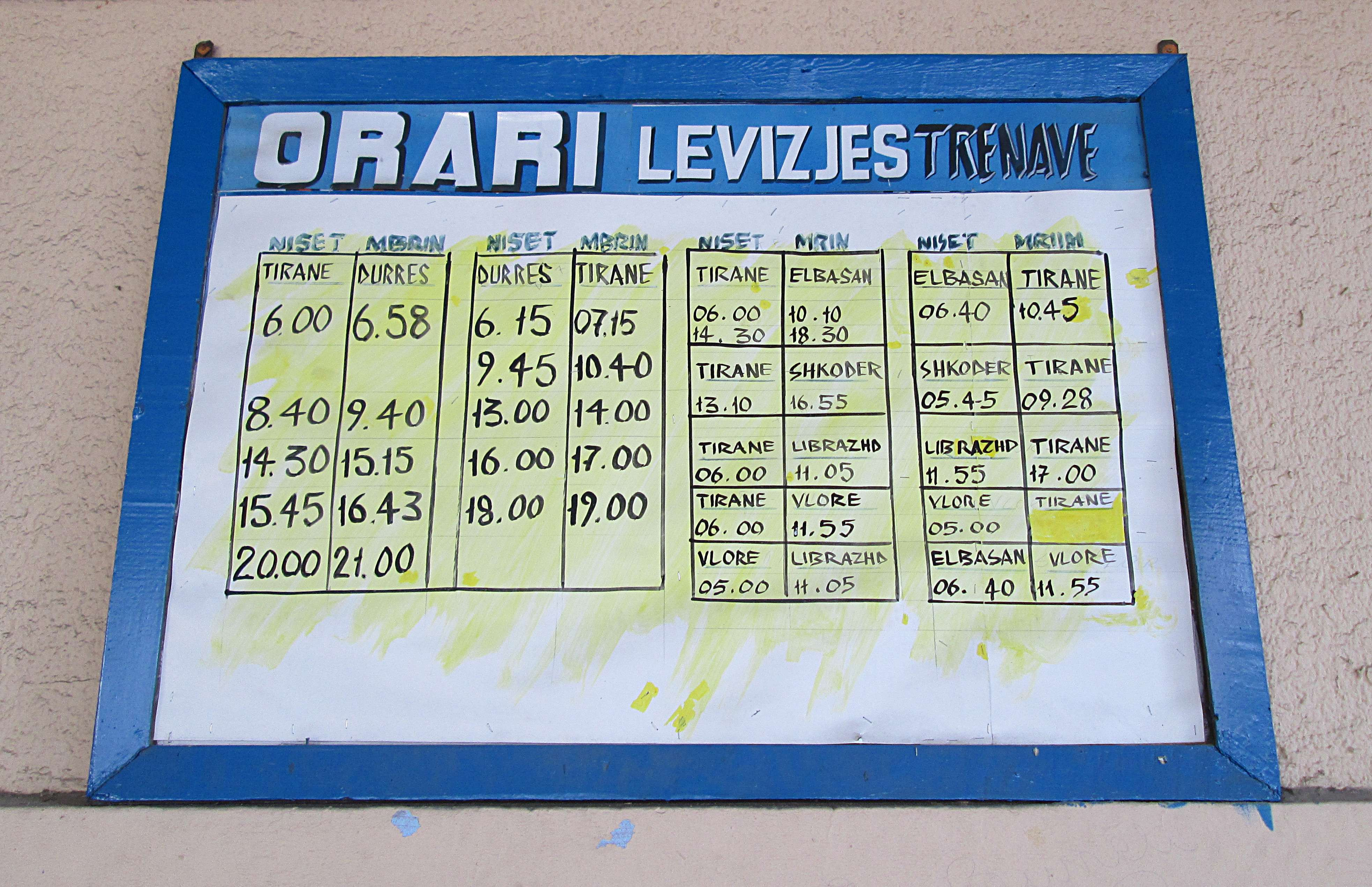
Fahrplanaushang im März 2013

Obschon er der einzige Bahnhof der größten Stadt Albaniens war, verkehrten am Schluss täglich nur zwölf Züge, da die Hekurudha Shqiptare das geringe Angebot in den letzten Jahren weiter reduziert hatte und nur über eine bescheidene Infrastruktur verfügt. Es bestanden 2013 direkte Verbindungen nach Durrës sowie ein Mal pro Tag nach Shkodra, Librazhd, Elbasan und Vlora.
Deutlich mehr Verkehr wurde in den 1980er Jahren im Bahnhof abgewickelt. Bis zu 1500 Fahrgäste sollen pro Zug angekommen sein. Wenn eine Garnitur aus mehr als acht Wagen bestand, war der Bahnsteig zu kurz.

## Geschichte und Zukunft

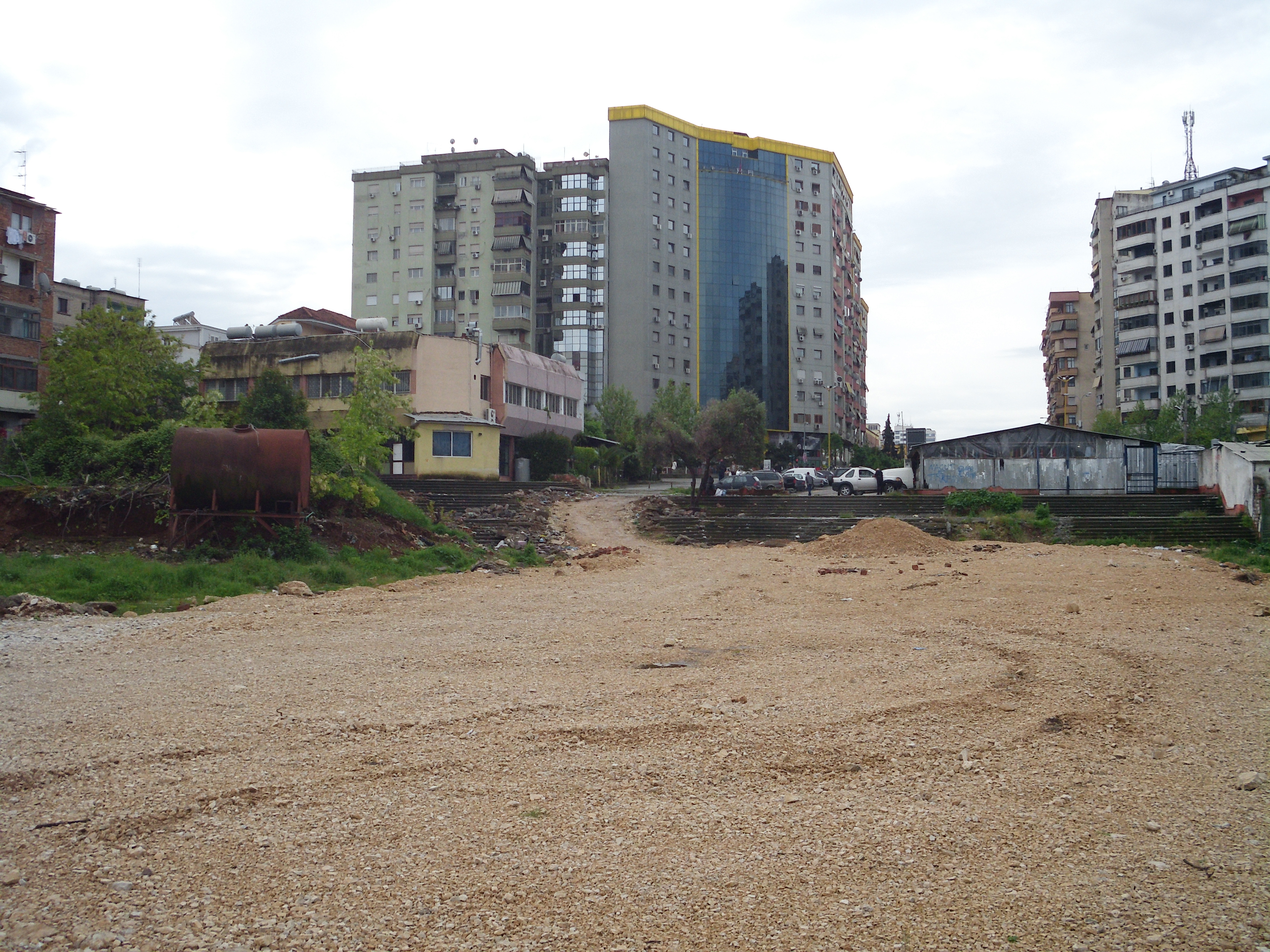
Das Bahnhofsgelände mit Gebäude (links) nach Entfernung des Bahnsteigs und der Gleise im Frühjahr 2014

Die Strecke zwischen Durrës und der Hauptstadt wurde am 23. Februar 1949 eröffnet und in Betrieb genommen. Sie ist die zweitälteste Bahnstrecke Albaniens.
Am 2. September 2013 wurde der Bahnhof Tirana für den Personen- sowie den Güterverkehr geschlossen, da er abgerissen werden sollte, um Platz für einen neuen Boulevard zu machen, der nach Norden aus der Innenstadt führt. Gleise und Bahnanlagen wurden rasch entfernt, das Bahnhofsgebäude blieb noch ein Weilchen stehen.
Anfangs blieb der Bahnverkehr zwischen Tirana und Vora eingestellt, später fuhren sie bis zum Bahnhof im Vorort Kashar.
Geplant war, im nordwestlichen Stadtteil Lapraka einen neuen Bahnhof zu errichten, der als multifunktionales Terminal für Eisenbahn, Straßenbahn und Bus dienen sollte. Anstelle der Eisenbahn soll künftig eine Straßenbahn die Passagiere in die Innenstadt und von dort in die Außenquartiere im Westen und Osten bringen. Der Bau des neuen Passagierterminals und der Straßenbahn verzögerten sich aber und hatte Anfang 2018 noch nicht begonnen.
Die Europäische Bank für Wiederaufbau und Entwicklung hatte 2016 mitgeteilt, für die Erneuerung der Eisenbahnstrecke Durrës–Tirana einen Kredit zu erteilen. Im Februar 2018 wurde angekündigt, dass die Regierung der Finanzierung zugestimmt habe, so dass mit der Umsetzung des Projekts begonnen werden könne. In einer ersten Phase soll eine Eisenbahn oder Straßenbahn vom Flughafen Tirana in den Bereich des alten Bahnhofs geführt werden.
Ein erster Teil des neuen Boulevards, der über das ehemalige Bahnhofsgelände zum Fluss Tirana im Norden führt, wurde im Sommer 2017 eröffnet.